# De Skâns-Oostmahorn

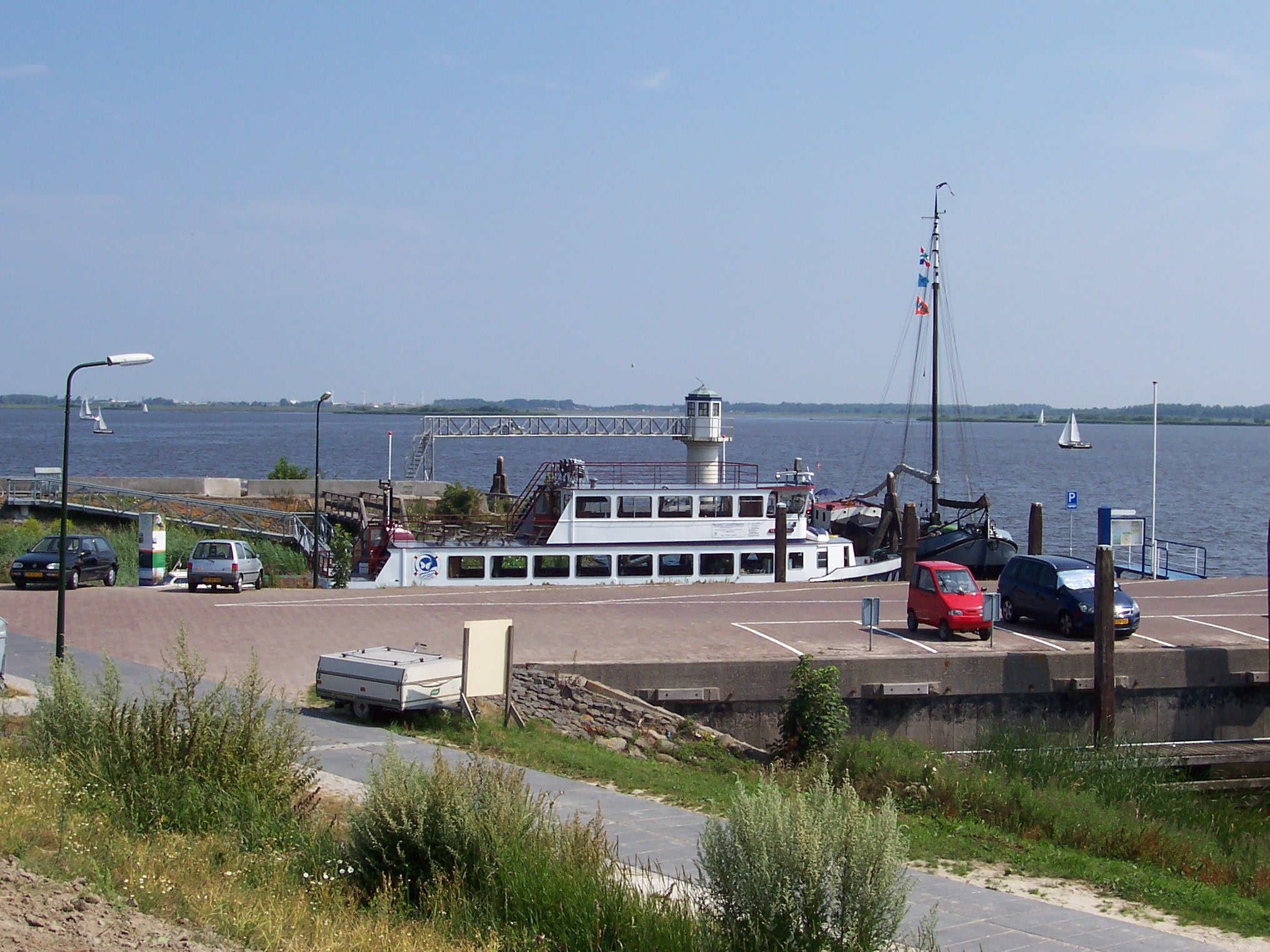
Der Hafen von De Skâns-Oostmahorn am Lauwersmeer

De Skâns-Oostmahorn ist ein kleines Dorf in der Gemeinde Noardeast-Fryslân in der niederländischen Provinz Friesland. Es befindet sich nordöstlich von Dokkum am Lauwersmeer und hat 90 Einwohner (Stand: 1. Januar 2024).
Bis zur Eindeichung der Lauwerszee im Jahr 1969 fuhren von hier die Fähren nach Schiermonnikoog. Außerdem befand sich in De Skâns-Oostmahorn eine Rettungsstation der Koninklijke Nederlandse Redding Maatschappij (KNRM). 1961 wurde für De Skâns-Oostmahorn ein kleiner Hafen, der heutzutage als Marina genutzt wird, am Lauwersmeer angelegt. 
Als Dorf ist De Skâns-Oostmahorn jedoch noch relativ jung, denn erst am 22. November 2007 beschloss die Gemeinde Dongeradeel, wozu der Ort bis 2019 gehörte, De Skâns-Oostmahorn den Dorfstatus zu verleihen. Davor war es als Weiler Teil von Eanjum.
Seit dem 1. Januar 2023 führt das Dorf offiziell den Namen De Skâns-Oostmahorn, eine Kombination aus dem friesischen Ortsnamen De Skâns sowie dem niederländischen Oostmahorn.